# Phaea linsleyi
Phaea linsleyi là một loài bọ cánh cứng trong họ Cerambycidae.